# بايرون راندال
بايرون راندال (بالإنجليزية: Byron Randall)‏ (و. 1918 – 1999 م)هو رسام من الولايات المتحدة الأمريكية . ولد في تاكوما، واشنطن .
توفي في سان فرانسيسكو .